# Asia Rugby U19 Division 1 2018
El Asia Rugby U19 Division 1 del 2018 fue la quinta edición de la segunda división juvenil que organiza Asia Rugby. El certamen se desarrolló entre cuatro competidores en régimen de eliminatoria directa en el Bang-Bon Stadium de Bangkok, Tailandia.
La selección de Singapur resultó nuevamente ganadora y con ello clasificó al Asia Rugby U19 2019.

## Equipos participantes
- Selección juvenil de rugby de China
- Selección juvenil de rugby de Filipinas
- Selección juvenil de rugby de Singapur
- Selección juvenil de rugby de Tailandia

## Play off
|  | Semifinales | Semifinales |    |       | Final        | Final      |  |
|  | 5 de julio  | 5 de julio  |    |       | 8 de julio   | 8 de julio |  |
|  |             |             |    |       |              |            |  |
|  |             |             |    |       |              |            |  |
|  | Singapur    | 36          |    |       |              |            |  |
|  | China       | 5           |    |       |              |            |  |
|  |             |             |    |       |              |            |  |
|  |             |             |    |       |              |            |  |
|  |             |             |    |       | Singapur     | 19         |  |
|  |             | Tailandia   | 15 |       |              |            |  |
|  |             |             |    |       |              |            |  |
|  |             |             |    |       |              |            |  |
|  |             |             |    |       | Tercer lugar |            |  |
|  |             |             |    |       |              |            |  |
|  | Filipinas   | 8           |    | China | 19           |            |  |
|  | Tailandia   | 16          |    |       | Filipinas    | 33         |  |

## Resultados

### Semifinales
| 11 de diciembre 16:30 | Singapur | 36 - 5  | China |  |  |
|                       |          | Reporte |       |  |  |

| 11 de diciembre 18:15 | Filipinas | 8 - 16  | Tailandia |  |  |
|                       |           | Reporte |           |  |  |

### Tercer puesto
| 14 de diciembre 16:30 | China | 19 - 33 | Filipinas |  |  |
|                       |       | Reporte |           |  |  |

### Final
| 14 de diciembre 18:15 | Singapur | 19 - 15 | Tailandia |  |  |
|                       |          | Reporte |           |  |  |

| Bandera de Singapur |
| Campeón Singapur    |
| Segundo título      |